# 霍頓 (愛荷華州)
霍頓（英語：Houghton）是一個位於美國愛荷華州李縣的城市。

## 地理
霍頓的座標為40°46′59″N 91°36′45″W / 40.78306°N 91.61250°W，而該地的平均海拔高度為218米（即715英尺）。

## 人口
根據2010年美國人口普查的數據，霍頓的面積為0.80平方千米，當中陸地面積為0.80平方千米，而水域面積為0.00平方千米。當地共有人口146人，而人口密度為每平方千米182人。